# Wisztaspa
Wisztaspa (staropers. 𐎻𐏁𐎫𐎠𐎿𐎱 Wisztaspa lub Hystaspes gr. Ὑστάσπης) (VI w. p.n.e.) −  należący do rodu Achemenidów satrapa Partii i Hyrkanii, ojciec Dariusza I.
Syn Arsamesa, został mianowany satrapą Partii i Hyrkanii przez Cyrusa II. Brał udział w jego wyprawie na Massagetów. W trakcie rebelii związanych z zamachem stanu Dariusza w roku 521 p.n.e. mieszkańcy satrapii Wisztaspy poparli bunt Fraortesa z Medii, który wywodził swoje pochodzenie od Kyaksaresa (ok. 625 – ok. 585 p.n.e.). Wisztaspa stłumił rebelię po zwycięstwie w dwóch bitwach, pomagając tym samym synowi we wstąpieniu na tron.
Niektórzy dawniejsi badacze (w szczególności Ernst Herzfeld), utożsamiali Wisztaspę z Kawim Wisztaspą, protektorem Zaratusztry. Obecnie jednak teza ta jest odrzucana, przede wszystkim z powodu przyjmowania wcześniejszego okresu życia Zaratusztry oraz jego wykazanych w Aweście związków ze Wschodnim, a nie Zachodnim Iranem.